# Tercer tratado romano-cartaginés
El Tercer tratado romano-cartaginés, también conocido como Tratado de Filinos, es un presunto tratado entre Roma y Cartago firmado en el 306 a. C. por el que se repartirían sus zonas de influencia.

## Existencia del Tratado
No se conoce con certeza ni el contenido ni la fecha de la firma, se duda hasta de su propia existencia, ya que sólo hay referencias indirectas.
En contra de la existencia del Tratado, Polibio de Megalópolis sostiene (Polibio III,26,2-3-4), que dicho tratado era una invención de Filino de Acragas, al que acusa de procartaginés, ya que no había encontrado rastro del mismo en los archivos capitolinos estatales romanos, aunque hay que tener en cuenta el filorromanismo de Polibio. 
Otro elemento que milita contra la existencia del tratado es su falta de paralelismo con otros tratados romanos conocidos.
A favor de su existencia se cuenta con el testimonio de Tito Livio, que informa acerca de un Tratado en 306, (Livio IX,43,26), lo que es confirmado por Mario Servio Honorato, que dan crédito a Filino, (FGrH, 174, F. 1). 
También cuenta en favor de su existencia la contradicción entre el II tratado romano-cartaginés – que permitía la intervención cartaginesa en la península itálica bajo determinadas condiciones – y el IV Tratado romano-cartaginés – que permitía intervenir contra el basileus Pirro de Epiro en Italia – , ya que si no existiera un tratado intermedio no habría lugar al Cuarto Tratado. 
Asimismo, el contexto político mediterráneo justificaría su existencia.
Recientes investigaciones abogan por la veracidad de su existencia.

## Contenido del Tratado

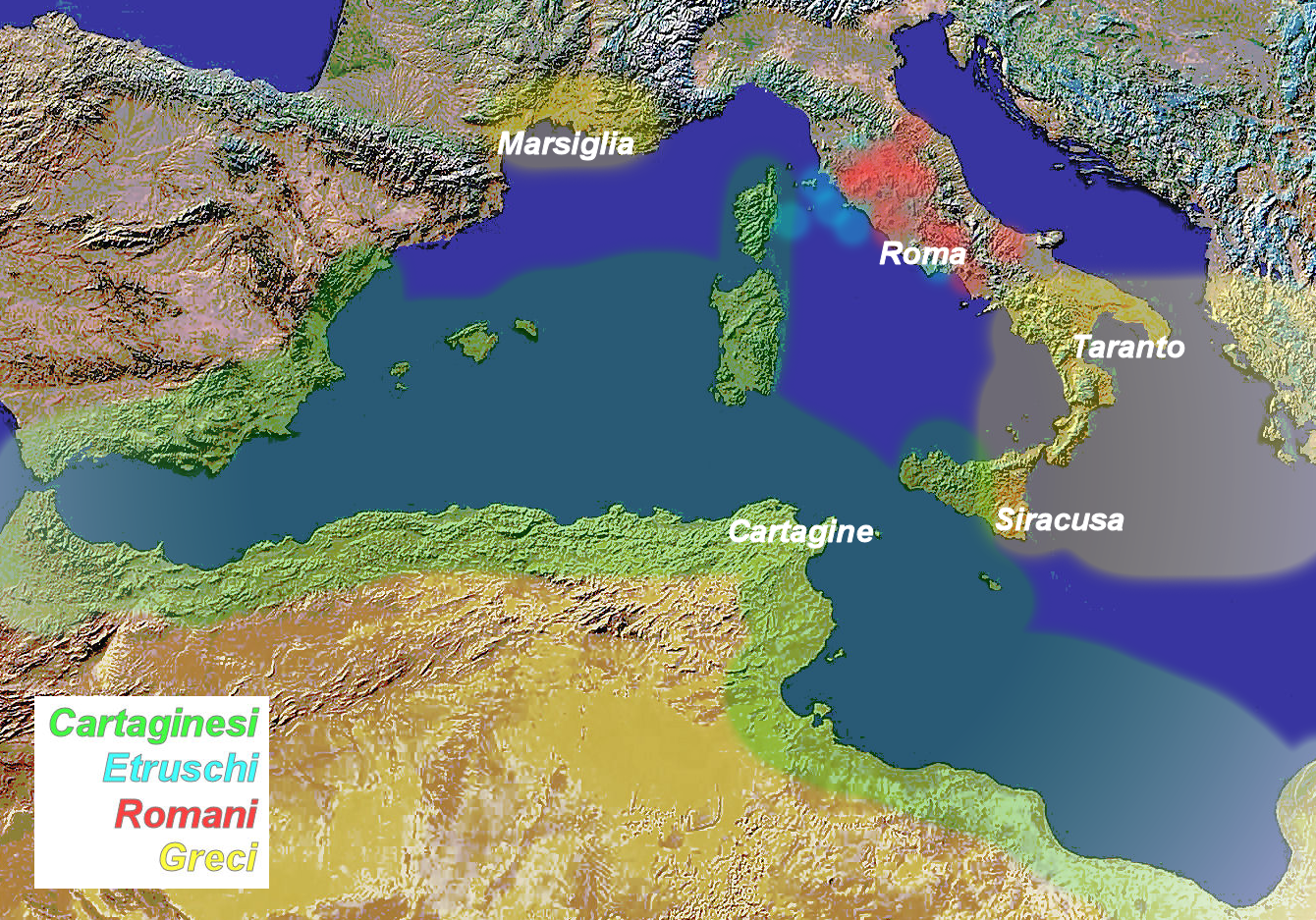
Cartago opera en Sicilia sin éxito. Guerras samnitas en Italia.

El texto del tratado no ha sido conservado, pero sus condiciones generales si se conocen, siendo básicamente, que Roma no intervendría en Córcega y Sicilia y Cartago no intervendría en Italia. 
Ello implicaría una cierta debilidad de Roma, por cuanto perdía el acceso comercial previo según el II tratado romano-cartaginés, mientras que Cartago mantenía la misma posición. 
Otra interpretación indica que Roma pudo haber estado tratando de evitar una alianza entre Cartago y las poblaciones etruscas y helenas de la recién sometida Campania Félix mientras está inmersa en las guerras samnitas entre 327 a. C. y 304 a. C.
Sin embargo, Cartago también precisaría evitar posibles alianzas entre Roma y Agatocles, strategos autókrator de Siracusa, con el que se enfrentaron en la tercera guerra siciliana entre 312 a. C. y 306 a. C.